# 深圳市百合外国语学校
深圳市百合外国语学校（Shenzhen Baihe Foreign Language School，简称百外) ，位于中国广东省深圳市龙岗区，是一所民办的初中学校，其前身为创建于2002年的深圳外国语学校分校。

## 学校历史
2002年，百合控股集团与深圳外国语学校合作进军教育界，筹建深圳外国语学校分校。

2014年9月1日起，百合控股集团实行自主办学，学校正式更名为“深圳市百合外国语学校”。

## 校园活动

### 五大节日
美食节通常举办于10月中下旬,届时，学校会有关于美食的各种活动，一周内有包括食品安全讲座、主题班会以及美食大会等活动。

体育节通常举办于11月中下旬的一个周四和周五，两天内，学校会举办各种田径比赛，包括男女100、200、400米，男1000、1500，女800的跑步比赛，以及跳高、跳远、三级跳远、实心球，还有以班级为单位的4x100、4x300接力赛。

外语节通常举办于12月下旬，接近圣诞节，是五大节日中最盛大的节日之一，其主要活动有英语角、文化博览以及汇演晚会。

科技节一般举办于三月下旬，主要活动包括环保时装秀、科技节主题辩论，“报纸运水”、无人机比赛等趣味活动。

艺术节